# Land paddle

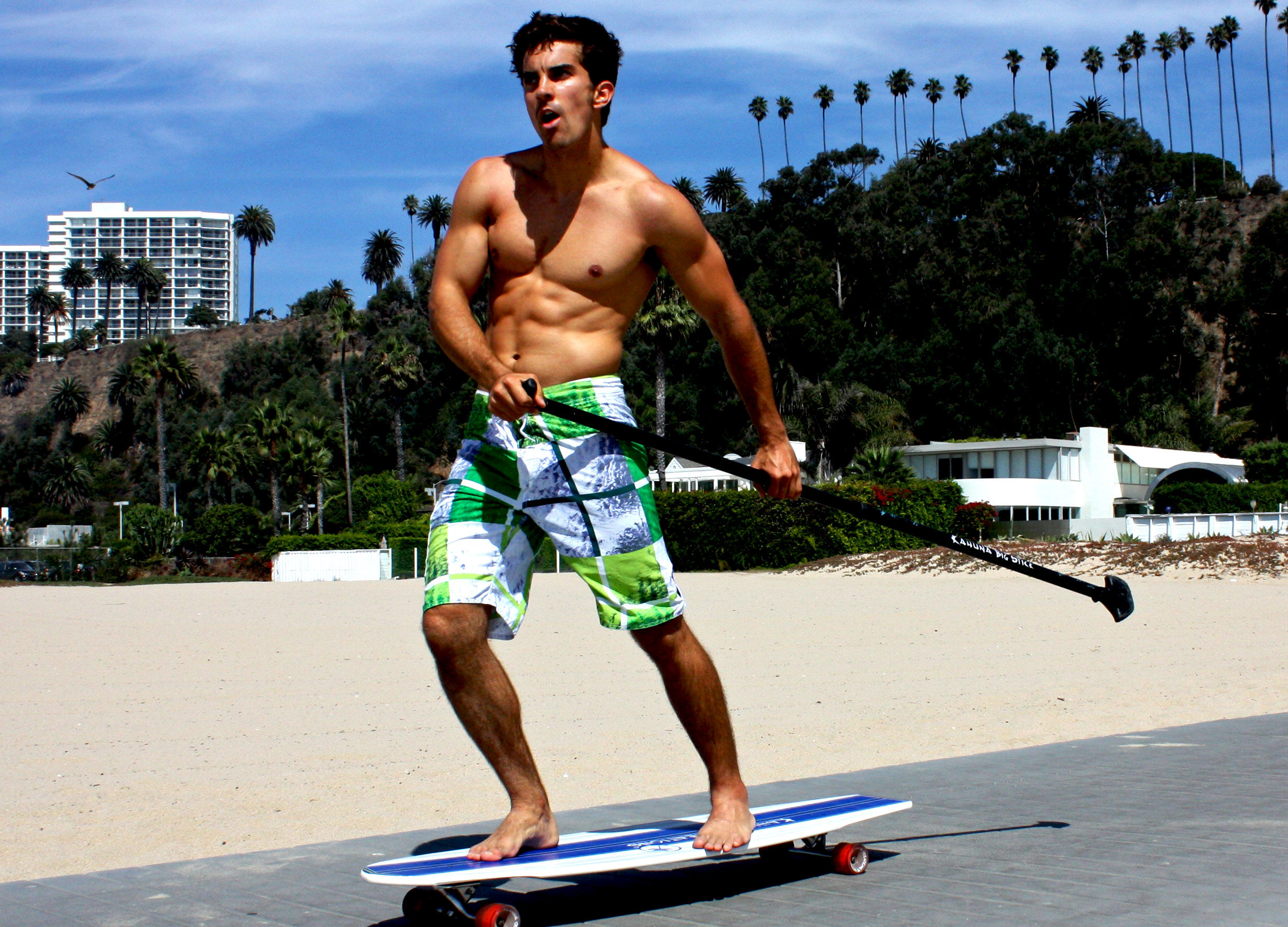
Homme pratiquant le land paddle.

Le land paddle, aussi appelé stand up paddle urbain, est un sport originaire de Californie. Le land paddle est un mélange entre le stand up paddle, les mouvements du surf et le skate longboard. Le premier land paddle et premier stick a été créé par Kahuna Creations avec le Kahuna Big Stick land paddle en 2006,.

## Matériaux
Le land paddle se compose d’une planche style longboard d’une taille d’environ 1,25 m de long et pouvant aller jusqu’à 2,50 m. Il a aussi un bâton en bois ou en polycarbonate avec un embout en caoutchouc très résistant, permettant de se propulser et de freiner.

## Mode d'emploi (maîtrise)
Le mouvement du stick, lors de la pratique du land paddle, diffère fortement de celui de rame en stand up paddle. D'une part, l'utilisateur est obligé d'exercer une forte pression sur le stick pour prendre appui sur le sol et d'autre part, de pousser loin avec celui-ci en fin de mouvement, alors qu'en stand up paddle, on cherche plutôt à sortir la rame le plus tôt possible. Les sticks de land paddle permettent d’accélérer sur des pentes moyennes et de relancer sur des terrains qui donnent l'impression d'être plats sans vraiment l'être. Ils permettent aussi de glisser sur des terrains plats. De plus, il est plus facile de ralentir en s'aidant du stick plutôt que de poser la main sur le sol,.

### Bénéfice musculaire
Comme le stand up paddle (sur la mer), et contrairement au longboard, le land paddle permet de faire travailler tout le corps. L’utilisation du stick demande un gainage complet des abdominaux. Il fait travailler les bras et les épaules ainsi que le rythme cardiaque.

### Initiation
Concernant l’apprentissage de ce sport, Kahuna Creations a développé un programme d’initiation à la maîtrise du land paddle.

## Commercialisation
Des marques telles que « Moana shop » et Kahuna Creations (le créateur) proposent le matériel adéquat à la pratique de ce sport,.

## Notoriété
Le land paddle possède une certaine notoriété. En effet, Jessie Graff (en), ancienne gagnante de American Ninja Warrior et grande sportive, pratique ce sport. Tom Ameije, champion du monde de course de stand up paddle, pratique aussi ce sport pour s'entraîner avant les compétitions, ainsi que d'autres,.